# Dobrou noc a hodně štěstí
Dobrou noc a hodně štěstí (v originále Good Night, and Good Luck) je černobílý americký film režiséra Georgeho Clooneyho z roku 2005. Je založený na skutečných událostech a zaobývá se situací v televizi CBS v 50. letech 20. století, době tzv. mccarthismu, tj. v době silného antikomunismu, v němž bylo mnoho Američanů stíháno za více či méně pravdivá obvinění ze spolupráce se Sovětským svazem a/nebo Komunistickou stranou USA. Konkrétně vypráví příběh investigativního publicistického pořadu See It Now a jeho tvůrců, Edwarda Roscoe Murrowa, Freda Friendlyho a Josepha Wershby. Název filmu je inspirován větou, kterou Edward R. Murrow opakoval vždy na konci pořadu - „Good night, and good luck“, tedy česky „Dobrou noc a hodně štěstí“. Snímek byl nominován na šest Oscarů, včetně Oscaru za nejlepší film, nezískal však ani jednoho, nicméně byl oceněn Americkým filmovým institutem jakožto jeden z deseti nejlepších filmů roku a dále Cenou Stanleyho Kramera.

## Děj
Do děje uvede diváky sám Edward Murrow, který má přednášku ke studentům žurnalistiky, kterým, aby demonstroval důležitost pravdivých médií, vypráví svůj příběh. Se svými kolegy, Fredem Friendlym a Josephem Wershbou, moderoval vždy v úterý večer publicistický pořad See It Now. Nejprve obhajují poručíka Armády Spojených států amerických, Američana srbského původu, Milo Raduloviche, který byl, údajně protože četl srbský tisk, bez důkazů obviněn ze spolupráce s komunisty. Přestože vyšetřovatelé dospěli k názoru, že se obvinění nezakládá na pravdě, byl z armády vyhozen. Senátor za stát Wisconsin, Joseph McCarthy, který celou protikomunistickou kampaň podněcoval, proti Murrowovi vystoupí v televizi a nařkne ho z členství v levicové organizaci Průmysloví dělníci světa (Industrial Workers of the World, zkráceně IWW), která byla v té době oficiálně prohlášena za záškodnickou. Takové nařčení bylo v této době vážné. Murrow se v dalším dílu nařčení brání. Poté brání Afroameričanku Annie Lee Moss, která je nařčena z předávání informací FBI Komunistické straně USA. Požaduje, aby proces probíhal podle ústavy. McCarthy opět útočí, nicméně Murrow a jeho kolegové vítězí - Radulovich je vzat zpět do armády a Moss osvobozena. Podle pozdějších výzkumů je velmi pravděpodobné, že byla opravdu nevinná. V senátu se naopak rozbíhá proces se samotným McCarthym. V roce 1954 je zbaven původních pravomocí. Jeden ze členů CBS, Don Hollenbeck, který je též nařčen ze sympatizováním s komunisty, spáchá sebevraždu (nadýchá se plynu z trouby). Pořad je přesunut na málo atraktivní čas, neděli odpoledne, a je rozhodnuto, že už se natočí jen pět dílů. Tím výklad Murrowa ke studentům končí.

## Hrají
- David Strathairn jako Edward R. Murrow
- George Clooney jako Fred Friendly
- Robert Downey mladší jako Joseph Wershba
- Patricia Clarkson jako Shirley Wershba
- Frank Langella jako William Paley, šéf CBS
- Jeff Daniels jako Sig Mickelson
- Tate Donovan jako Jesse Zousmer
- Ray Wise jako Don Hollenbeck
- Alex Borsteinová jako Natalie
- Reed Diamond jako John Aaron
- Matt Ross jako Eddie Scott
- Joseph McCarthy sám za sebe (archivní materiál)